# 大同煤矿集团钢铁有限公司
大同煤矿集团钢铁有限公司是一家位于山西省大同市云冈区古店村北的钢铁企业。
1943年，占领大同的日本部队在大同城北的古店村建设了钢铁厂，即是大同煤矿集团钢铁有限公司的前身。日军建厂后不久，钢铁厂尚未投入使用，日本便战败投降，日本部队对钢厂进行了破坏，致使战后国民政府派员接收钢铁厂后一直无法开工。1949年5月1日，大同和平解放之后，钢铁厂仍然一直处在荒废状态。1957年大炼钢铁运动开始后，钢铁厂才开始生产，名为大同市钢铁厂。此后历经三次关停、复工。
1995年，大同市引进外资，在大同市钢铁厂的基础上组建了山西新大钢铁有限公司，2003年，又进港资，重新成立了山西同嘉钢铁有限公司。2005年，同嘉钢铁公司经营不善，资本流通出现问题，大同市人民政府与大同市国资委通过协调，以国有资产无偿划拨的方式使同嘉钢铁与大同煤矿集团重组。2008年，为保奥运，山西省环保部门对同煤钢铁进行了关停处理。2010年底，大同市政府、同煤集团与复星集团草签了《钢铁项目战略合作意向协议》，由复星集团对同煤钢铁进行改组，然而一直未能有实质性的进展发生。2011年11月6日，同煤集团与天津建材集团（控股）有限公司重组大同煤矿集团钢铁有限公司，同煤集团与天津建材集团分别持有49%和51%的股份。2012年5月5日正式复产。